# Max-Planck-Institut für Meteorologie
Das Max-Planck-Institut für Meteorologie (MPI-M) ist ein international anerkanntes Institut für Klimaforschung. Ziel des MPI-M ist es zu verstehen, wie und warum sich das Klima auf unserer Erde wandelt. Die Wissenschaftler untersuchen die Anfälligkeit des Erdsystems gegenüber Störungen wie etwa Änderungen in der Zusammensetzung seiner Atmosphäre, und erforschen die Grundlagen und Grenzen der Vorhersagbarkeit des Erdsystems. Dazu entwickelt und analysiert das MPI-M hochkomplexe Erdsystemmodelle, die die Prozesse in der Atmosphäre, auf dem Land und im Ozean simulieren. Gründungsdirektor war Physik-Nobelpreisträger Klaus Hasselmann.
Das MPI-M und die Universität Hamburg bilden mit weiteren außeruniversitären Einrichtungen das Exzellenzcluster Climate, Climatic Change, and Society (CLICCS), ein Kompetenz- und Ausbildungszentrum für Klimaforschung in Hamburg. Das Institut war bereits beim ehemaligen Cluster CliSAP beteiligt.

## Organisation
Das MPI-M besteht aus drei Abteilungen, betreibt zusammen mit der Universität Hamburg ein internationales Doktorandenprogramm und arbeitet mit selbstständigen Forschungsgruppen zusammen.

### Abteilungen
- Die Abteilung "Klimaphysik" untersucht, welchen Einfluss das atmosphärische Wasser für das Klima der Erde und den Klimawandel hat (Leitung: Bjorn Stevens).
- Die Abteilung "Klimadynamik" erforscht die Mechanismen, die für großräumige Klimaveränderungen in verschiedenen Regionen verantwortlich sind (Leitung: Sarah Kang).
- Die Abteilung "Klimavariabilität" untersucht die Rolle des Ozeans in Klimavariabilität und -wandel auf allen Zeitskalen von Stunden bis zu Jahrtausenden (Leitung: Jochem Marotzke)

### Selbstständige Forschungsgruppen
- Unabhängige Lise-Meitner-Forschungsgruppe "Multiskalige Wolkenphysik" (Leitung: Franziska Glassmeier)
- Dynamik des Klima-Vegetation-Systems (Leitung: Martin Claußen)
- Umweltmodellierung (Leitung: Guy Brasseur)

## International Max Planck Research School (IMPRS)
Das MPI für Meteorologie ist an der International Max Planck Research School on Earth System Modelling beteiligt. Die IMPRS-ESM ist ein englischsprachiges Doktorandenprogramm, das eine strukturierte Promotion ermöglicht. Weitere Beteiligte ist die Universität Hamburg. Sprecher der Research School ist Martin Claußen.

## Mitgliedschaft
- Deutsche Allianz für Meeresforschung
- Deutsches Klima Konsortium
- Konsortium Deutsche Meeresforschung